# Crilly Hill
La Crilly Hill è l'elemento centrale di un gruppo di tre colline libere dal ghiaccio, situate sul versante settentrionale del Ghiacciaio McGregor, 11 km a sud-sudovest del Monte Finley, nei Monti della Regina Maud, in Antartide. 
La denominazione è stata assegnata dalla Texas Tech Shackleton Glacier Expedition (1964–65), la spedizione antartica al Ghiacciaio Shackleton della Texas Tech University, in onore dello Specialista di 6ª classe Clifford L. Crilly, medico dell'U.S. Army Aviation Detachment, che aveva dato supporto alla spedizione.